# Публий Сервилий Гемин
Публий Сервилий Гемин (лат. Publius Servilius Geminus; умер после 248 года до н. э.) — римский военачальник и политический деятель из патрицианского рода Сервилиев, консул 252 и 248 годов до н. э. Воевал на Сицилии во время Первой Пунической войны; по одной из версий, был другом поэта Квинта Энния.

## Происхождение
Публий Сервилий принадлежал к патрицианскому роду Сервилиев — одному из шести родов, происходивших из Альба-Лонги. Согласно Капитолийским фастам, отец и дед Публия носили преномены Квинт и Гней соответственно. У него был брат-близнец Квинт, благодаря чему и появилось прозвище Гемин (Geminus — «близнец»), ставшее когноменом для следующих поколений этой семьи. О Квинте Сервилии ничего не известно; двоюродным братом Публия был Гней Сервилий Цепион, консул 253 года до н. э.

## Биография
Публий Сервилий упоминается в источниках только в связи с двумя своими консулатами — в 252 и 248 годах до н. э. В обоих случаях его коллегой был плебей Гай Аврелий Котта, а консулом следующего года был Луций Цецилий Метелл. Антиковед Э. Бэдиан сделал отсюда вывод о существовании прочного союза трёх аристократических семейств — Аврелиев, Сервилиев и Цецилиев Метеллов. Этот союз мог существовать ещё в конце II века до н. э.. Котта и Гемин совместно воевали на Сицилии против карфагенян в ходе Первой Пунической войны. При этом источники чаще упоминают Гая Аврелия, тогда как Публий Сервилий остаётся в тени.
В 252 году до н. э. консулы взяли город Термы, последний опорный пункт карфагенян на северном побережье острова. По возвращении в Рим только Котта был удостоен триумфа — «над карфагенянами и сицилийцами». В 248 году до н. э. Публий Сервилий и Гай Аврелий снова действовали на Сицилии, но не одержали громких побед: обе стороны явно были измучены затянувшимся конфликтом, так что действовали вяло. Карфагеняне отсиживались в Лилибее и Дрепане, а Котта и Гемин не могли взять эти города.
Согласно Авлу Геллию, Квинт Энний в седьмой книге своих «Анналов» «описал и рассказал… с изяществом и знанием дела историю Геминия Сервилия, человека благородного» и перечислил качества, которыми должен обладать тот, кто дружит с более знатными и высокопоставленными людьми. Предположительно он говорил о себе, а под Геминием Сервилием мог иметься в виду Публий Сервилий Гемин; правда, большинство исследователей склоняется к тому, что речь идёт о сыне последнего Гнее Сервилии.

## Семья
У Публия Сервилия было двое сыновей: Гней Сервилий, консул 217 года до н. э., и Гай Сервилий, претор 218 года до н. э., который 15 лет провёл в плену у бойев.